# ميكا مينديز
ميكا مينديز (بالفرنسية: Mika Mendes)‏ هو مغني ومغن مؤلف فرنسي، ولد في 2 يوليو 1982 في نيس في فرنسا.

## وصلات خارجية
- ميكا مينديز على موقع ميوزك برينز (الإنجليزية)
- ميكا مينديز على موقع ديسكوغز (الإنجليزية)